# SchürmannSpannel
Die SSP AG (ehemals SchürmannSpannel AG) ist ein deutsches Architekturbüro mit Hauptsitz in Bochum und weiteren Standorten in Karlsruhe, Aachen und Berlin.

## Unternehmen

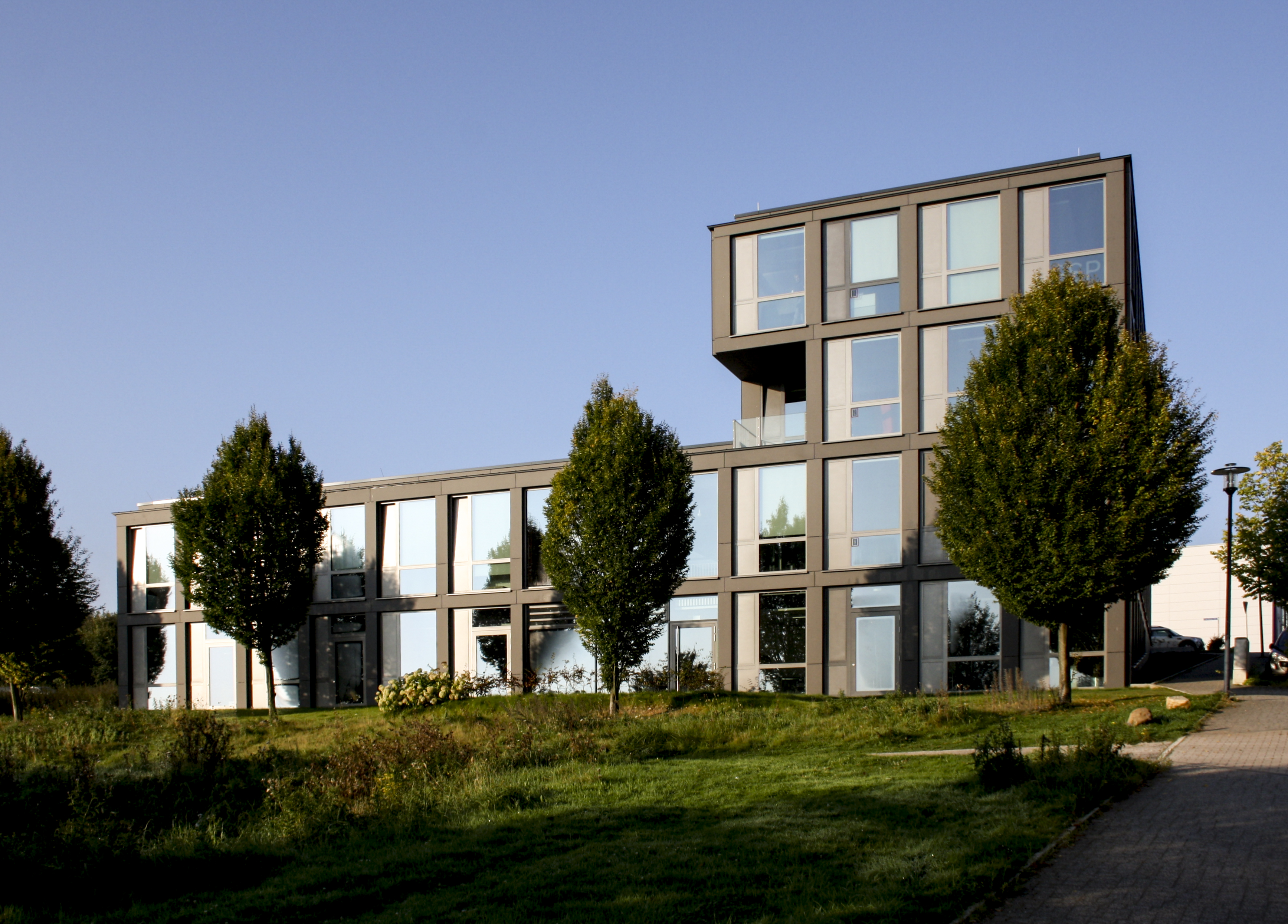
Der Hauptsitz des Architekturbüros SSP im BlueOffice markiert den Eingang zum Technologiequartier unweit der Ruhr-Universität Bochum.

SchürmannSpannel wurde 1977 von Friedrich Schürmann und Helmut Spannel als GmbH gegründet. Um einen Generationswechsel im Unternehmen zu vereinfachen, fand im Jahr 2002 ein Formwechsel in eine Aktiengesellschaft (SchürmannSpannel AG) statt. Im Januar 2017 folgte die Umfirmierung in SSP AG.
Das Aufgabenfeld des Planungsbüros umfasst neben dem Kerngeschäft im Bereich Integrale Planung, Architektur und Städtebau auch die Fachdisziplinen Brandschutz, Projektsteuerung, Immobilienstrategien, Projektentwicklung und Gebäudemanagement. Bekannte nationale Projekte von SSP sind das vielfach ausgezeichnete Forschungszentrum BiK-F in Frankfurt am Main, das Kommunikationsgebäude BlueOffice im Technologie-Quartier Bochum und die Erweiterung des Möbelhaus Hardeck in Bochum als erstes Nullenergie-Möbelhaus Europas.
Einen internationalen Namen machte sich SSP unter anderem durch eine Zusammenarbeit mit dem japanischen Architekten Shigeru Ban bei der Realisierung des japanischen Expo-2000-Pavillons und der Zusammenarbeit mit dem koreanischen Architekten Chui Kong bei der Realisierung des koreanischen Expo-2000-Pavillons in Hannover.
Bei nationalen Wettbewerben errang SSP bis heute über 45 Preise sowie zahlreiche Auszeichnungen für beispielhafte Architektur. Seit 2014 zählt SSP zu den Top-100 Architekturbüros im baunetz.de-Ranking.

## Auszeichnungen (Auswahl)
2022
- iF Design Award 2022 – Winner – Werkzeugmaschinenlabor WZL der RWTH Aachen

2017
- Fritz-Höger-Preis 2017, Winner-Special Mention für das denkmalgeschützte Forschungszentrum BiK-F in Frankfurt am Main
- iF Design Award 2017, Kategorie: Communication Building für den Neubau Blue Office in Bochum

2016
- Vorbildliche Arbeitsorte in der Stadt, Auszeichnung für den Neubau Technologie- und Bildungszentrum für Energieeffizienz und Barrierefreiheit TBZ[5]
- Top 100 Top-Innovator 2016[6]

2015
- Deutscher Architekturpreis 2015, Anerkennung für die Sanierung und Umnutzung des denkmalgeschützten Forschungszentrums BiK-F in Frankfurt am Main[7]
- DMK-Award für nachhaltiges Bauen 2015, Auszeichnung für die Revitalisierung und Umnutzung der denkmalgeschützten Postgalerie Speyer

2014
- Sanierungspreis 2014 für das denkmalgeschützte Forschungszentrum BiK-F in Frankfurt am Main[8]

2009
- Deutscher Fassadenpreis 2009 für den Neubau Technologiezentrum Lünen[9]